# سكستان (محافظة ساسانية)
كانت سكستان (المعروفة أيضًا باسم سغستان ، وسجستان، وسيانيش ، وسيغستان، وسيستان) محافظة ساسانية في أواخر العصور القديمة، وتقع ضمن حدود نيمروز. كانت هذه المحافظة تحدها كرمان من الغرب، وسباهان من الشمال الغربي، وكوشنشهر من الشمال الشرقي، وتوران من الجنوب الشرقي. وكان حاكم الولاية يحمل لقب مرزبان. وكان الحاكم يحمل أيضًا لقب " سكانشاه " (ملك الساكا) حتى تم إلغاء اللقب في حوالي عام 459.